# Angel Olsen
Angel Olsen (nascida Angelina Maria Carroll) é uma cantora e compositora estadunidense nascida em 22 de janeiro de 1987 em St. Louis, Missouri. Atualmente vive em Asheville, Carolina do Norte. Tem até o momento lançados cinco álbuns de estúdio: Half Way Home (2012), Burn Your Fire for No Witness (2014), My Woman (2016), All Mirrors (2019) e Whole New Mess (2020).

## Infância e formação
Angel Olsen nasceu em 22 de janeiro de 1987 em St. Louis, Missouri. Aos três anos, Olsen foi adotada por uma família que a cuidou desde seus primeiros anos. A diferença de idade entre ela e seus pais deixou uma impressão. "Como há tantas décadas de diferença entre nós, fiquei mais interessada em como foi a infância deles", diz ela sobre seus pais que ainda moram em St. Louis. "Eu fantasiei sobre como era ser jovem nos anos 30 e 50, mais do que outras crianças da minha idade." Olsen explicou que "minha mãe tem essa facilidade em lidar com crianças."
Apesar das aspirações da adolescência em ser uma "estrela pop", seus interesses mudaram durante o ensino médio. Olsen tornou-se mais introvertida, participando regularmente de shows de punk rock e noise no Lemp Neighborhood Arts Center e no Creepy Crawl, bem como em shows de rock cristão que haviam na cidade. Ela começou a aprender piano e violão e escrever suas próprias músicas a partir deste período Aos 16 anos, se juntou a uma banda local chamada Good Fight, auto-descrita como "um encontro entre o início do No Doubt e o punk rock." Dois anos depois de se formar na Tower Grove Christian High School, Olsen mudou-se para Chicago.

## Carreira

### 2011–2014:Strange CactieHalf Way Home
Olsen lançou seu primeiro EP, Strange Cacti em 2011 e seu primeiro álbum de estúdio, Half Way Home, em 2012 pelo selo Bathetic Records. Além de seu trabalho com Bonnie "Prince" Billy and the Cairo Gang, Olsen colaborou com várias outras figuras notáveis do indie rock americano, incluindo Tim Kinsella do Cap'n Jazz, LeRoy Bach do Wilco e Cass McCombs. Sua colaboração com Kinsella e Bach, bem como com o poeta de Chicago Marvin Tate, resultou no álbum Tim Kinsella Sings the Songs of Marvin Tate by Leroy Bach Featuring Angel Olsen, que o grupo lançou no selo Joyful Noise Recordings em Indianápolis em 3 de dezembro de 2013.

### 2014–2017:Burn Your Fire for No WitnesseMy Woman
Olsen assinou com Jagjaguwar antes de seu primeiro álbum de banda completa, Burn Your Fire for No Witness que foi lançado em 17 de fevereiro de 2014. A faixa de encerramento do álbum, "Windows", foi apresentada no episódio final da primeira temporada da série da Netflix "13 Reasons Why" em 2017. 
O terceiro álbum de estúdio de Olsen, My Woman, foi lançado em 2 de setembro de 2016. Em uma crítica para Consequence of Sound, Ciara Dolan descreveu o álbum como um "registro surpreendente de força e honestidade inatacáveis", enquanto Jenn Pelly da Pitchfork o descreveu como "seu melhor disco até agora".

### 2019–2021:All Mirrors,Whole New Mess, eSongs of the Lark and Other Far Memories
O quarto álbum de estúdio de Olsen, All Mirrors, foi lançado em 4 de outubro de 2019 com aclamação da crítica. Laura Snapes do Pitchfork descreveu o álbum como "de tirar o fôlego" e um "vento forte" que sopra e "deixa você desfeito", enquanto Alexis Petridis do The Guardian o descreveu como "desafiador e intrigante" e Luke Saunders do Happy Mag descreveu-o como uma mudança de "transcendência teatral", quando comparado a seus lançamentos anteriores. Em 28 de agosto de 2020, Olsen lançou seu quinto álbum de estúdio Whole New Mess pela Jagjaguwar. O álbum apresenta faixas de All Mirrors arranjadas em um estilo mais intimista.
Em 30 de março de 2021, Olsen anunciou um box de edição especial intitulado "Songs of the Lark and Other Far Memories" que contém seus dois álbuns anteriores All Mirrors e Whole New Mess ao lado de demos, re-trabalhos, remixes e covers para fechar este capítulo de sua carreira, lançado via Jagjaguwar. Foi anunciado com o single principal "It's Every Season [Whole New Mess]", com lançamento em 7 de maio de 2021. Em 2020, Olsen lançou vários remixes de lançamentos populares. Em 9 de abril de 2020, Olsen lançou um remix de "All Mirrors", seu álbum "All Mirrors Produced by Chromatics' Johnny Jewel". Em 3 de junho de 2020, Olsen lançou um remix de "New Love Cassette" produzido por Mark Ronson, com quem já havia trabalhado na música de "True Blue" do cantor.
Em 2020, Olsen trabalhou em um cover de "Mr. Lonely", originalmente de Bobby Vinton, para o filme Kajillionaire dirigido por Miranda July. Olsen colaborou com o compositor de filmes Emile Mosseri na capa que foi lançada em 16 de setembro de 2020 e foi incluída na trilha sonora. Em 20 de maio de 2021, Olsen lançou um single com Sharon Van Etten, "Like I Used To", que foi produzido por John Congleton. Olsen e Van Etten aparecem no videoclipe com seus cabelos penteados em cortes de cabelo semelhantes.

### 2021–atualmente:AisleseBig Time
Em 20 de agosto de 2021, Olsen lançou seu quarto EP, Aisles, composto por cinco versões cover de músicas populares da década de 1980. O escritor da Pitchfork, Evan Rytlewski, descreveu-o como "uma viagem incomum para uma compositora que sempre apostou tudo em sua convicção".
Em 2021, ela também recebeu o Libera Awards como Melhor Gravação Folk/Bluegrass 2021 por seu álbum Whole New Mess (Jagjaguwar) pela American Association of Independent Music (A2IM). Em 29 de março de 2022, Olsen anunciou seu sexto álbum de estúdio, Big Time, previsto para ser lançado em 3 de junho. O álbum foi precedido pelo single principal "All the Good Times" e seguido por um segundo single, a faixa-título "Big Time".

## Estilo
A Pitchfork a comparou a artistas como The Cure, Cocteau Twins e Siouxsie and the Banshees, dizendo que ela criou um pop sombrio lidando com a ansiedade. Olsen toca uma guitarra Gibson S-1 vintage de 1979.

## Discografia

### Álbuns de estúdio
- Half Way Home (2012) (Bathetic)
- Burn Your Fire for No Witness (2014) (Jagjaguwar)
- My Woman (2016) (Jagjaguwar)
- All Mirrors (2019) (Jagjaguwar)
- Whole New Mess (2020) (Jagjaguwar)
- Big Time (2022) (Jagjaguwar)

### Álbuns colaborativos
- Tim Kinsella Sings the Songs of Marvin Tate by Leroy Bach Featuring Angel Olsen (2013) (Joyful Noise)

### EPs
- Strange Cacti (2010) (Bathetic)
- Lady of the Waterpark (2010) (Love Lion)
- Sleepwalker (2013) (Sixteen Tambourines)
- Aisles (2021) (Jagjaguwar)